# ビューティーキャリア
ビューティーキャリア（Beauty Career）は、株式会社ゲインが運営する美容系職種に特化した転職・求人サイト。
美容師を中心に、ネイリスト、ブライダル、エステティシャンなど中途・新卒向けに様々な求人募集を掲載。
”誰と働きたいかから探す”がコンセプト。

## 概要
2014年に、掲載費無料の採用報酬型の美容系求人サイトとしてサービス開始。求職者は、ビューティーキャリアを通して応募・採用されると祝い金を受け取ることができる。
スタッフの早期離職で悩む美容室が多く、離職理由の多くは「人間関係」とされていることから、求職者がスタッフとの共通点を見つけて、人柄を理解し、就職先を決められるようになれば「人間関係」が理由の離職を減らせるのではないかと考え、スタッフを検索できる機能を備え、“こんなスタッフと一緒に働きたい！”という動機から採用へ繋げることがサイトコンセプト。

## 掲載エリア
- 日本全国47都道府県
- 海外